# Monte San Giusto
Monte San Giusto is een gemeente in de Italiaanse provincie Macerata (regio Marche) die 7579 inwoners telt (31-12-2004). De oppervlakte bedraagt 20,0 km², de bevolkingsdichtheid is 379 inwoners per km².
De volgende frazioni maken deel uit van de gemeente: Villa San Filippo.

## Demografie
Monte San Giusto telt ongeveer 2578 huishoudens. Het aantal inwoners steeg in de periode 1991-2001 met 3,9% volgens cijfers uit de tienjaarlijkse volkstellingen van ISTAT.
| Jaar | Inwoneraantal |
| ---- | ------------- |
| 1911 | 3119          |
| 1921 | 3394          |
| 1931 | 3538          |
| 1936 | 3671          |
| 1951 | 3976          |
| 1961 | 4842          |
| 1971 | 6475          |
| 1981 | 7117          |
| 1991 | 7049          |
| 2001 | 7324          |
| 2009 | 8022          |

## Geografie
Monte San Giusto grenst aan de volgende gemeenten: Corridonia, Monte San Pietrangeli (AP), Montegranaro (AP), Morrovalle.

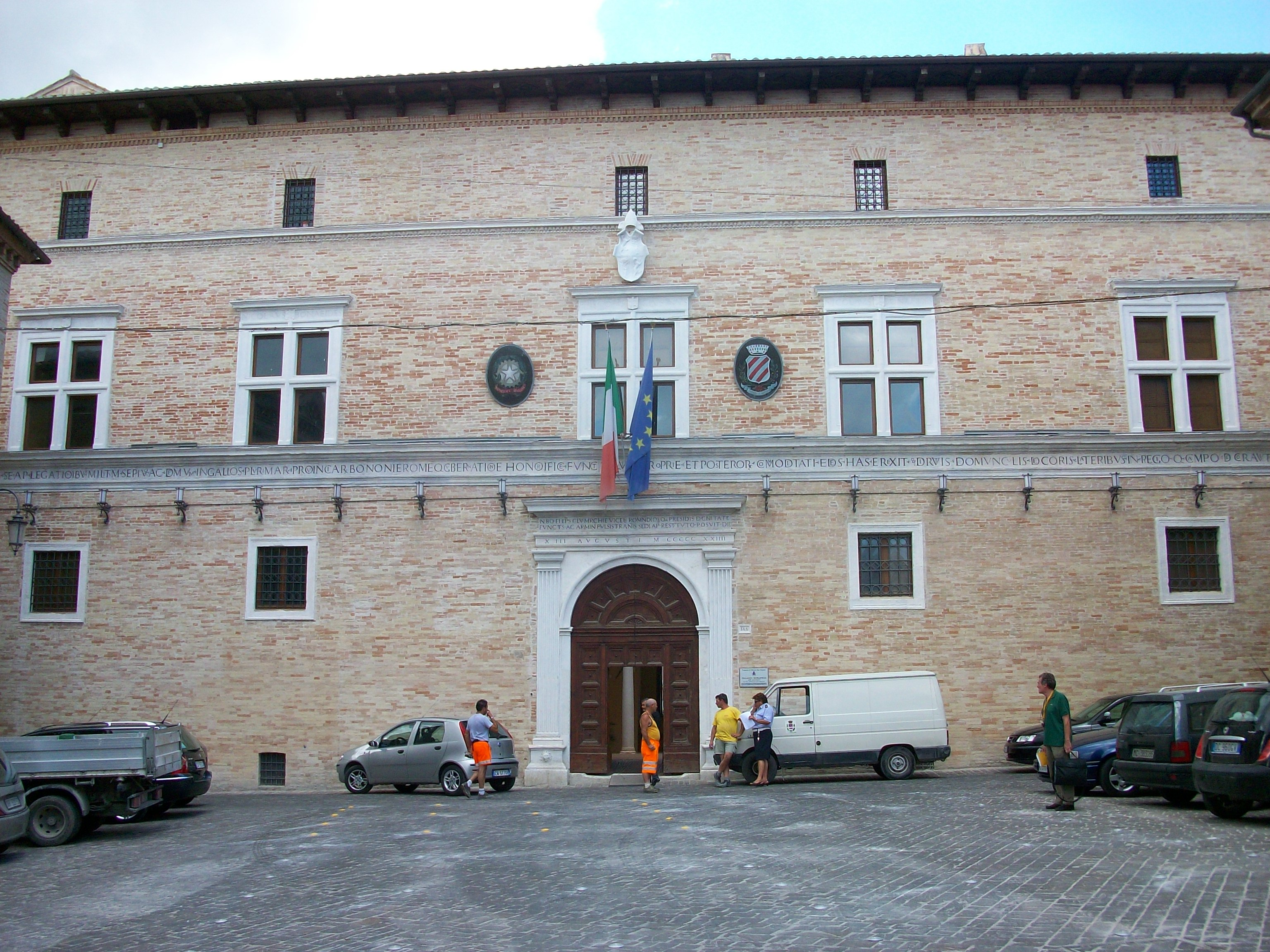
Palazzo Bonafede

Acquacanina · Apiro · Appignano · Belforte del Chienti · Bolognola · Caldarola · Camerino · Camporotondo di Fiastrone · Castelraimondo · Castelsantangelo sul Nera · Cessapalombo · Cingoli · Civitanova Marche · Colmurano · Corridonia · Esanatoglia · Fiastra · Fiuminata · Gagliole · Gualdo · Loro Piceno · Macerata · Matelica · Mogliano · Monte Cavallo · Monte San Giusto · Monte San Martino · Montecassiano · Montecosaro · Montefano · Montelupone · Morrovalle · Muccia · Penna San Giovanni · Petriolo · Pieve Torina · Pioraco · Poggio San Vicino · Pollenza · Porto Recanati · Potenza Picena · Recanati · Ripe San Ginesio · San Ginesio · San Severino Marche · Sant'Angelo in Pontano · Sarnano · Sefro · Serrapetrona · Serravalle di Chienti · Tolentino · Treia · Urbisaglia · Ussita · Valfornace · Visso
1. ↑  https://demo.istat.it/?l=it.